# Pseudomicippe griffini
Pseudomicippe griffini is een krabbensoort uit de familie van de Majidae. De wetenschappelijke naam van de soort is voor het eerst geldig gepubliceerd in 1999 door Kazmi & Tirmizi.